# Religión megalítica

Mapa que refleja la extensión del megalitismo europeo (rojo) y de la arquitectura ciclópea (verde).

El término religión megalítica se refiere a que la profusión de las manifestaciones megalíticas por Europa se debida a la expansión de una religión megalítica que desde Oriente habría llegado al Mediterráneo y a la Fachada Atlántica. Esta teoría provino de Gordon Childe y tendría acogida en otros investigadores. La religión megalítica sería común a todas las sociedades campesinas de los milenios IV-III a.c en Europa. Aun así también se usa el término para designar distintas religiones que compartían una concepción general de la vida y de la muerte y de la relación entre lo sacro y lo profano, entre los humanos y lo divino.
G. Daniel dice que “se trata de una potente religiosidad de inspiración egea que les obligaba a construir sus tumbas (¿o sus tumbas-templos?) con tamaño esfuerzo y a conservar la imagen de la diosa tutelar y funeraria". Por tanto, según R. Lucas y Émile Durkheim, "(...) la así llamada “religión megalítica”, sería una de las primeras formas definidas de religión de la prehistoria, la primera manifestación del tratamiento religioso de la muerte, pues parece que en ella, los principios divinos o las fuerzas del más allá se definirían en función de su dependencia y sus vínculos con la muerte y se diferenciarían claramente de lo profano (característica propia de las religiones) a través del aparato ritual del megalitismo."La así llamada “religión megalítica”, sería una de las primeras formas definidas de religión de la prehistoria, la primera manifestación del tratamiento religioso de la muerte, pues parece que en ella, los principios divinos o las fuerzas del más allá se definirían en función de su dependencia y sus vínculos con la muerte y se diferenciarían claramente de lo profano (característica propia de las religiones) a través del aparato ritual del megalitismo."
Otto Huth le confiere a la religión megalítica el origen de los cuentos populares, ya que los dos motivos dominantes de los cuentos, el viaje al más allá y las bodas de tipo realpopulares, tendrían su base en dicha religión.